# Sedum satumense
Sedum satumense är en fetbladsväxtart som beskrevs av Hatusima. Sedum satumense ingår i Fetknoppssläktet som ingår i familjen fetbladsväxter. Inga underarter finns listade i Catalogue of Life.